# Adriana Faranda
Adriana Faranda, född 7 augusti 1950 i Tortorici är en före detta italiensk terrorist och medlem av den kommunistiska terrororganisationen Röda brigaderna. 
Faranda är i Italien känd för att hon 15 år efter mordet på Aldo Moro då hon avtjänat sitt eget straff (14 år i fängelse) för delaktighet, pekade ut Germano Maccari och Mario Moretti som gärningsmän.

## Biografi

### Uppväxt och tidig aktivism
Faranda växte upp i Palermo som dotter i en förmögen familj och tillbringade somrarna på familjens lantgods i Tortorici. Hennes far Sebastiano Faranda var statsanställd jurist. Lantgodset var arv från moderns släkt som hade ägt stora jordegendomar på Sicilien. När Adriana växte upp återstod endast en mindre del av godset och ett palats, ursprungligen från 1800-talet men totalrenoverat och utbyggt av hennes morfar Antonino Joppolo på 1920-talet. Där samlades släkten på somrarna. Antonino Joppolo var utbildad läkare men hade aldrig arbetat, vilket han skämtsamt motiverade med att ”I Tortorici är de fattiga för fattiga för att man ska kunna ta betalt av dem och de rika kan jag definitivt inte begära betalt av. De är antingen alltför goda vänner eller folk som jag har känt i evighet, alltså...”
Adriana uppvisade tidigt tecken på hög intelligens och en stark egen vilja som tidigt ledde till en konflikt med föräldrarna. Enligt modern Rosetta hade bestraffningar ingen effekt på Adriana som uppvisade ”en hårdnackad och föga förlåtande attityd”. Den slutliga brytningen med fadern kom när han 1966 tvingade Adriana att skriva in sig vid La Sapienza-universitetet i Rom, i stället för konstakademin Accademia di Belle Arti di Roma där hon ville studera.
Efter att Sebastiano Faranda dött 1968 tappade änkan Rosetta helt greppet om dottern som snabbt drogs in i den studentrevolt som började det året: ”Det blev demonstrationer och tårgas på dagarna, läsning av Marx, Engels och Lenin på nätterna”. Adriana Faranda anslöt sig 1969 till den radikala utomparlamentariska vänsterorganisationen Potere Operaio.. Där träffade hon sin blivande make Luigi Rosati; de gifte sig i december 1970 och bara två månader senare föddes parets enda barn, en dotter. Äktenskapet blev kort och konfliktfyllt och efter att Rosati under ett gräl tillgripit fysiskt våld (en örfil) var äktenskapet i praktiken över i oktober 1971 även om paret aldrig formellt skilde sig.

### Politisk radikalisering
Faranda inledde en kort tid därefter ett förhållande med en annan medlem av Potere Operaio, den ett år äldre Valerio Morucci, ledande medlem inom organisationens interna ordningsmakt (servizio d'ordine) och känd som expert på skjutvapen. Under Moruccis inflytande kom Faranda snabbt att radikaliseras och hennes aktivism gick successivt från demonstrerande till användande av våld som medel för att uppnå de politiska målen. Efter att Potere Operaio hade upplösts 1973 bildade paret och några till den väpnade organisationen Lotta armata potere proletario (Lapp). Organisationens enda kända attentat är ett bombdåd riktat mot telefonoperatören SIP:s (numera TIM) anläggning på Via Cristoforo Colombo i Rom. Den till poliser utklädda gruppen placerade den 4 november 1975 fyra sprängladdningar intill anläggningens tekniska utrustning och detonationerna lamslog under en tid telefonkommunikationerna i hela provinsen Lazio. Gruppens flyktbil kördes av Faranda.
Faranda har själv beskrivit sin politiska radikalisering och vägen mot medlemskap i Röda brigaderna som en ”kontinuerlig fragmentering”, där hon i varje fas kom att tillhöra allt mindre och alltmer våldsbejakande organisationer. Från Lapp gick hon och Morucci vidare till Formazioni armate comuniste (FAC). Lapp hade på sitt program haft attentat som inte skulle skada människor men FAC hade uttryckligen som mål att skada politiska motståndare även fysiskt. Faranda var med som reservskytt när Morucci den 21 april 1976 sköt sex skott i benen på den 52-årige Giovanni Theodoli, ordförande för Unione Petrolifera Italiana, en cantralorganisation för Italiens olje- och drivmedelsproducenter. Aktionen kvalificerade paret för medlemskap i Röda brigaderna och de antogs som fullvärdiga medlemmar (”regolari”) i augusti 1976 . Enligt de principer som Röda brigaderna följde skilde man åt paret. Faranda placerades i den s.k. ”fronten mot kontrarevolution” medan Morucci hamnade i ”den logistiska fronten”. Paret fortsatte emellertid sitt samboförhållande.

### Medlem av Röda Brigaderna
Faranda deltog under sitt första år som medlem i två skjutningar, den 3 juni 1977 sköt hon journalisten Emilio Rossi i benen. Senare samma sommar satte Röda brigaderna ihop ett kommando bestående av enbart kvinnor med uppdraget att skjuta den 64-årige professorn Remo Cacciafesta i benen. Veteranen Carla Brioschi utsågs till primär skytt och Faranda till första reserv. Gruppens tredje medlem Barbara Balzerani hade som uppdrag att bevaka operationen och ingripa om tredje part försökte blanda sig i händelseförloppet. Attentatet mot Cacciafesta ägde rum den 21 juni 1977 utanför hans hem och kom att bli mycket uppmärksammat i pressen, inte minst för att det genomfördes av två ”unga och vackra” kvinnor. Brioschi avlossade ett skott och träffade Cacciafesta i ett ben men då hennes pistol hakade upp sig tog professorn chansen och försökte trots sin skada springa tillbaka till sin bostad. Han jagades av en springande Faranda som kom ikapp honom vid hissen och öppnade eld med sin kulsprutepistol. Cacciafesta träffades i benen av flera skott som orsakade komplicerade frakturer och gav honom bestående men.
Faranda ansågs nu som tillräckligt välmeriterad för att få en viktig roll i samband med kidnappningen av Aldo Moro (”Operation Fritz”) i mars 1978. Röda brigadernas verkställande utskott beslöt att Faranda inte skulle delta i kidnappningen. Hon skulle i stället få uppdraget att rekonstruera Röda brigadernas sektion i Rom om Operation Fritz gick så galet att de deltagande medlemmarna dödades eller tillfångatogs i samband med aktionen.
Under ”de 55 dagarna” som Moro var Röda brigadernas fånge var Faranda tillsammans med Valerio Morucci Moros ”brevbärare”, d.v.s. att de hade som uppdrag att på ett säkert sätt leverera de brev som Moro skrev i fångenskapen till mottagarna. På detta sätt kom paret också i kontakt med de representanter för socialistpartiet PSI som på uppdrag av partiledaren Bettino Craxi var ute efter att öppna hemliga förhandlingar med Röda brigaderna gällande en eventuell fångutväxling.
När dramat med Moro nådde sin slutfas och Röda brigadernas ledning började förbereda verkställandet av den dödsdom man utfärdat över kristdemokraternas tillfångatagna ledare, argumenterade både Faranda och Morucci mot detta beslut. Sex dagar före mordet, d.v.s. den 3 maj, kallades de till ett möte med Mario Moretti. Under mötet som varade i flera timmar försökte Moretti förgäves få de två dissidenterna att rätta sig in i ledet. Mötet slutade med att Faranda och Morucci reserverade sig mot det annars enhälliga beslutet att verkställa Moros dödsdom. Båda deltog emellertid i det planeringsmöte den 8 maj då man beslutade hur avrättningen och transporten av liket till den på förhand bestämda platsen skulle ske och Morucci kom även att delta i transporten i en följebil
Efter Operation Fritz började Röda brigadernas ledning betrakta Faranda och Morucci som potentiella förrädare och de i sin tur insåg att åsiktsskillnaderna mellan dem och ledningen blivit så stora att de inte längre kunde överbryggas. De bevakades från hösten 1978 nästan dygnet runt av Prospero Gallinari och Bruno Seghetti. Vid ett tillfälle i februari 1979 då båda bevakarna var upptagna av annat, packade paret sina väskor och flydde. De tog med sig en större summa av organisationens pengar och ett antal vapen, bland annat den kulsprutepistol som använts vid mordet på Moro. Paret hade för avsikt att fortsätta sin politiska verksamhet men hamnade i en hopplös situation då de eftersöktes av såväl Röda brigaderna som polisen. De greps av polisen den 29 maj 1979 i en lägenhet på Viale Giulio Cesare i Rom. Vid gripandet misshandlades Faranda av det ansvariga polisbefälet som slog henne i ansiktet då hon visade upp en falsk id-handling .

### Efterspelet
Faranda häktades omgående och transporterades till fängelset i Rebibbia där hon förhördes av utredningsledaren Fernando Imposimato. Hon vägrade att samarbeta och svarade på en enda fråga, den om hur det kunde komma sig att en mängd vapen, inklusive den kpist Moro mördats med, påträffades i den lägenhet där hon och Morucci hade gripits: ”De är revolutionens egendom”. Faranda dömdes 1983 till livstids fängelse, en dom som i högre instans sänktes till 26 års fängelse. Hon försattes i villkorlig frihet hösten 1993 efter att ha avtjänat 14 år av sitt straff och först då, närmare bestämt natten mellan den 19 och 20 oktober bestämde hon sig för att börja samarbeta med myndigheterna och namngav Moros mördare. Eftersom Moretti och Prospero Gallinaris ex-hustru Anna Laura Braghetti ungefär samtidigt kom med uppgifter som styrkte Farandas vittnesmål har man antagit att det kan ha funnits en hemlig överenskommelse mellan dem om att ta bladet från munnen för att få ut den svårt hjärtsjuke Gallinari, felaktigt dömd som gärningsman, ut ur fängelset, vilket man också lyckades med.
Faranda fortsatte att avge vittnesmål vid ett flertal rättegångar tills hon under den femte rättegången om mordet på Moro 1996 meddelade att hon i och med sin då avgivna redogörelse ansäg sig ha gjort upp räkningen med det förflutna en gång för alla och inte längre tänkte vittna i om fallet i domstol. Farandas vittnesmål i flera rättegångar ledde till en konflikt mellan henne och Valerio Morucci och paret gick skilda vägar under 1990-talet, efter att Morucci vittnat att han överhuvudtaget inte kunde minnas det samtal mellan dem där han enligt Faranda hade berättat för henne hur mordet på Moro hade gått till.
Faranda har efter sina framträdanden inför domstol fortsatt att vittna inför parlamentariska kommissioner och även deltagit i projekt med reparativ rättvisa. Hon har bland annat träffat Aldo Moros döttrar Maria Fida och Agnese och bett dem om förlåtelse för sin delaktighet i Operation Fritz. Hon har också hållit seminarier tillsammans med Agnese om politiskt våld och behovet av försoning.